# NOS4A2
NOS4A2 (pronunciado Nosferatu) es la tercera novela del escritor estadounidense Joe Hill, El libro fue publicado el 30 de abril de 2013 por la editorial William Morrow and Company La novela es conocida como NOS4R2 en el Reino Unido.
NOS4A2 fue nominada en el 2013 para el premio Bram Stoker por mejor novela de horror.

## Sinopsis
La niña Victoria McQueen tiene un don especial para encontrar cosas: cada vez que se pierde algo en su casa, ella lo encuentra. Lo que no saben sus padres es que lo que realmente hace Vic es montar en su bicicleta y pedalear hasta el río, donde un misterioso puente cubierto la transporta al lugar donde se encuentra el objeto perdido. Siendo adolescente, un día que está enojada con sus padres, Vic se mete en el puente cubierto buscando problemas, y aparece en la Casa del Trineo, donde un misterioso anciano, Charles Manx, casi la mata. Manx resulta ser un peligroso psicópata que va secuestrando niños para llevarlos a la Tierra de la Navidad, un lugar maravilloso donde todos los días del año es Navidad y la infelicidad es ilegal. Luego de casi morir quemada, es salvada por Loui Carmody quien le ayuda a "deshacerse" del grotesco anciano quemando su auto.
Años después, Vic ya es madre y está casada con Loui, sin embargo, su vida no es normal porque sufre de paranoia y extrañas alucinaciones relacionadas con Christmasland, el lugar al que Charlie Manx se llevaba a los niños que raptaba. A su vez, tendrá que enfrentarse al Hombre de la Máscara Antigás, un viejo ayudante de Charlie Manx que al igual que él, es un hombre muy peligroso.

## Conexiones
La novela incluye algunas referencias a los trabajos previos de Joe Hill. Charles Manx, discutiendo el concepto de los "lugares secretos", se refiere a la casa del árbol de la novela Cuernos. Cuando el FBI trata de rastrear el celular de Wayne, el mapa incluye la ciudad de Lovecraft, Massachusetts, de Locke & Key. De acuerdo a Hill, la novela también incluye referencias a dos obras suyas que aun no se han publicado, Orphanhenge y The Crooked Alley.
Hill también incluyó en la novela referencias a obras de su padre, Stephen King. Manx se refiere a la Torre Oscura y a la prisión de Shawshank, y dice que el nudo verdadero se dedica a la misma profesión que él. El mapa del celular también muestra el mapa de Derry, Maine, y un lugar llamado "Pennywise's Circus".
El personaje The Gas Mask Man utiliza la frase "Mi vida por ti", en una desesperada muestra de devoción a Manx, una clara referencia al personaje Trashcan, del libro Apocalipsis, refiriéndose a su superior, Randall Flagg.

## Adaptación
- NOS4A2 (2019-2020), serie creada por Jami O'Brien